# هنری کندال
هنری کندال (انگلیسی: Henry Kendall؛ ‏ ۲۸ مهٔ ۱۸۹۷ – ۹ ژوئن ۱۹۶۲) بازیگر اهل انگلستان بود.
از فیلم‌هایی که وی در آن نقش داشته‌است، می‌توان به غنی و غریب، دختر دارای مال و منال و سایه اشاره کرد.